# Josip Cindro
Josip Cindro est un homme politique dalmate, il est maire de Split.

## Carrière politique
Josip Cindro est nommé maire de Split par le gouverneur des provinces illyriennes conformément au décret du 15 avril.